# When the Punks Go Marching In
When the Punks Go Marching In — дебютный студийный альбом британской панк-группы Abrasive Wheels, записанный с продюсером Майком Стоуном и выпущенный в 1982 году записывающей компанией Riot City Records. В ноябре 1982 года альбом поднялся до #3 в UK Indie Charts.

## Об альбоме
Abrasive Wheels приступили к работе над дебютным альбомом летом 1982 года, вскоре после выпуска EP «Vicious Circle» (#12 UK Indie Charts). Группа пригласила к работе известного в панк-сообществе продюсера Майка Стоуна, записывавшего Discharge, Charged GBH и The Lurkers. В альбом вошли 14 треков, в том числе — сингл «Burn ’Em Down», в октябре поднявшийся до #1 в UK Indie Charts. When the Punks Go Marching In, поднялся до #1 в Punk Charts еженедельника New Musical Express.
В 1994 году альбом был перевыпущен на Captain Oi! Records, в 1998 году — на Get Back Records.

### Отзывы критики
Дэйв Томпсон (Allmusic) отметил, что альбом явился прямым вызовом — не только реалиям тэтчеровской Британии осени 1982 года, но и тем музыкальным критикам, которые поспешили приписать Abrasive Wheels к Oi!-движению, в то время, как группа со всей очевидностью продолжала традиции The Clash и The Jam. Томпсон дал альбому оценку 3.5/5.

## Список композиций
| Сторона А - «Vicious Circle» — 2:34 - «1982» — 1:55 - «Danger, Danger» — 2:36 - «BBC» — 2:08 - «Mayday» −1: 58 - «Voice of Youth» — 2:33 - «Just Another Punk Band» — 2:39 | Сторона B - «Gotta Run» — 1:57 - «Burn ’Em Down» — 2:39 - «Shout It Out» — 2:00 - «Slaughterhouse» — 2:13 - «First Rule (No Rule)» — 3:38 - «Attack» — 2: 18 - «When the Punks Go Marching In» — 3:42 |  |

### Бонус-треки (Captain Oi! CD)
- «The Army Song» — 1:54
- «Juvenile» — 2:05
- «So Slow» — 1:35
- «Vicious Circle» — 2:40 (сингл-версия)
- «Attack» — 2:33 (сингл-версия)
- «Voice of Youth» — 2:55 (сингл-версия)
- «Urban Rebel» — 2:47
- «Criminal Youth» — 2:07

## Участники записи
- Shonna — вокал
- Dave Ryan — гитара
- Harry Harrison — бас-гитара
- Nev Nevison — ударные[4]